# Bomdila
Bomdila ist ein Ort im Bundesstaat Arunachal Pradesh im Osten Indiens. Bomdila gehört zum Distrikt West Kameng und ist dessen Verwaltungssitz.

## Geographie
Bomdila befindet sich im Westen Arunachal Pradesh auf einer Höhe von 2217 Metern.

## Demographie
Gemäß der Volkszählung in Indien 2011 hat Bomdila eine Einwohnerzahl von 6685. Der Männeranteil der Bevölkerung betrug dabei 54 %, der Frauenanteil 46 %. Bomdila hat einen Alphabetisierungsgrad von 69 %, welcher höher als der nationale Durchschnitt von 59,5 % ist. 13 % der Bevölkerung sind unter 6 Jahre alt. Bombila wird von den Volksgruppen der Monba, Sherdukpen, Miji, Bugun (Khowa) und Hruso bewohnt.

## Sehenswürdigkeiten
Das Bomdali Kloster befindet sich in Bomdali.

## Medien
In Bomdila steht eine Sendeanlage von All India Radio, Akashvani Seppa, die das Radioprogramm auf FM-Frequenzen überträgt.